# فرانسیسکو خاویر سدنا
فرانسیسکو خاویر سدنا (اسپانیایی: Francisco Javier Cedena‎؛ زادهٔ ۱۳ مارس ۱۹۵۴) دوچرخه‌سوار اهل اسپانیا است.